# Clase Illinois
Los acorazados de la clase Illinois eran Pre-dreadnought de la Armada de los Estados Unidos, construidos al principio del siglo XX. La primera nave de su clase, el USS Illinois (BB-7, fue puesta en servicio en 1901. 

## Naves de esta Clase
- USS Illinois (BB-7)
  - Colocado: 10 de febrero de 1897
  - Botado: 4 de octubre de 1898
  - Comisionado: 16 de septiembre de 1901
  - Desactivado: Reinstalado como nave de municiones y retitulado IX-15 Prairie State, desechado 18 de mayo de 1956

- USS Alabama (BB-8)
  - Colocado: 1 de diciembre de 1896
  - Botado: 18 de mayo de 1898
  - Comisionado: 16 de octubre de 1900
  - Desactivado: Desarmado 7 de mayo de 1920 para uso de nave blanco, hundido 27 de septiembre de 1921

- USS Wisconsin (BB-9)
  - Colocado: 9 de febrero de 1897
  - Botado: 26 de noviembre de 1898
  - Comisionado: 4 de febrero de 1901
  - Desactivado: Desarmado 15 de mayo de 1920 vendido para el desecho 26 de enero de 1922